# De Sims 3: Ambities
De Sims 3: Ambities (Engels: The Sims 3: Ambitions) is het tweede uitbreidingspakket van De Sims 3. Het werd op  4 maart officieel door Electronic Arts aangekondigd. Het spel verscheen op 3 juni voor pc en Mac, waarna eind 2010 ook de versie voor iPhone, iPod touch en iPad beschikbaar kwam.

## Gameplay
De gameplay van De Sims 3: Ambities is gericht op beroepen. De speler dient, terwijl zijn of haar Sims aan het werk zijn, een oogje in het zeil te houden en de Sims te vertellen wat ze moeten doen.

### Vaardigheden
Er zijn twee nieuwe vaardigheden bij gekomen:
Beeldhouwen
Sims kunnen beelden maken uit ijs, hout, metaal, steen, vormboom en klei. Andere Sims kunnen voor hen poseren.
Uitvinden
Er bestaat een grote variatie aan uitvindingen zoals een SimBot, een tijdmachine en andere technische snufjes. Sims kunnen onderdelen voor uitvindingen op de nieuwe schroothoop vinden of door thuis dingen op te blazen. Bij het opblazen van voorwerpen op openbare kavels kan de Sim een boete van de politie krijgen.

### Banen en beroepen

#### Beroepen
Onderstaande beroepen zijn toegevoegd:
- Privédetective
- Binnenhuisarchitect
- Brandweerlid
- Stylist
- Spokenjager

#### Carrière
Het pakket bevat één nieuwe carrière:
- Onderwijs

#### Carrière met beroepmogelijkheden
De carrière Arts was al beschikbaar in het basisspel, maar krijgt nieuwe mogelijkheden en gameplay met deze uitbreiding.

#### Zelfstandige
Bij Ambities kunnen Sims zich laten registreren als zelfstandige.

Er zijn een aantal vaardigheden waarbij dat kan:
- Tuinieren, als tuinder
- Beeldhouwen, als beeldbouwer
- Uitvinden, als uitvinder
- Schilderen, als schilder
- Vissen, als hengelaar
- Schrijven, als schrijver
- Nectarbrouwer, als nectarmaker (uitbreidingspakket Wereldavonturen vereist)
- Fotografie, als fotograaf (uitbreidingspakket Wereldavonturen vereist)
- Rijden, als ruiter (uitbreidingspakket Beestenbende vereist)
- Alchemie, als alchemist (uitbreidingspakket Bovennatuurlijk vereist)
- Duiken, als duiker (uitbreidingspakket  Exotisch Eiland vereist)
- Botbouw, als botbouwende zzp'er (uitbreidingspakket  Vooruit in de Tijd vereist)

### SimBot
De Servo uit De Sims 2: Gaan het Maken en The Sims: Het Rijke Leven komt terug in Ambities, deze heet nu SimBot. Een SimBot is een robot die door een uitvinder kan worden gebouwd en door een Levenslange beloning kan worden behaald. De door de uitvinder gemaakte SimBot is mooi en proper, terwijl de SimBot van de Levenslange beloning verroest is. De SimBots zijn een intelligente levensvorm en kunnen dus zelf beslissingen nemen.

### Twinbrook
Het pakket voegt de nieuwe buurt Twinbrook aan het spel toe. Deze buurt heeft een moeras.

## De Sims 3: Deluxe
De Sims 3: Deluxe bevat De Sims 3 en het uitbreidingspakket Ambities. Er zijn geen extra voorwerpen toegevoegd.

## Mobiele applicatie
Tegelijkertijd met de aankondiging van de game voor pc en Mac, kondigde EA ook de release van de mobiele versie van de game aan, welke beschikbaar is voor iPhone, iPod touch en iPad. Deze is sinds eind 2010 te verkrijgen via de App Store van Apple. Om de mobiele versie te spelen, hoeft de gebruiker niet eerst De Sims 3 te kopen.